# 典満
典 満（てん まん、生没年不詳）は、中国後漢末期の人物。

## 事績
父の典韋が曹操を守って戦死したため、曹操から厚遇を受けて郎中、次いで司馬に任命された。
延康元年（220年）、曹操の跡を継いだ曹丕が魏王の位に即くと、典満は都尉・関内侯となった。
羅貫中の小説『三国志演義』では典韋の戦死後、曹操によって中郎に任じられる。